# Liten kranskaktus
Liten kranskaktus (Rebutia pygmaea) är en suckulent växtart i kranskaktussläktet och familjen kaktusväxter från Bolivia och Argentina. Arten odlas ibland som krukväxt i Sverige.

## Synonymer

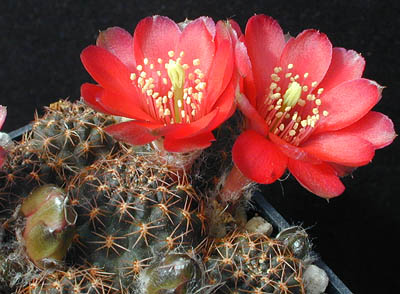
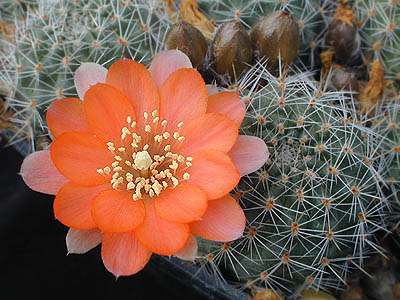
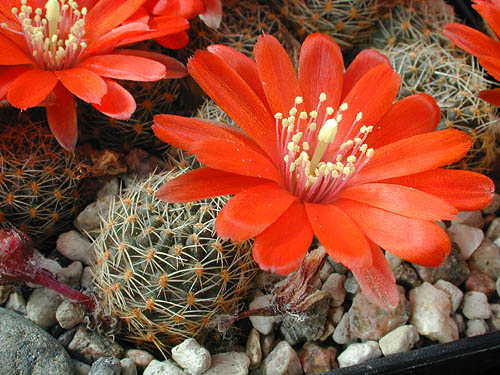
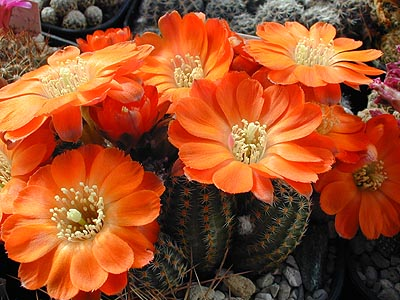

Liten kranskaktus varierar mycket både till utseendet och blomfärg. Detta har lett till att många bestånd har beskrivits som nya arter. Namnen på dessa arter räknas numer som synonymer.
| Acantholobivia haagei (Frič & Schelle) Y.Itô Digitorebutia atrovirens (Backeb.) Buining Digitorebutia digitiformis (Backeb.) Buining Digitorebutia haagei (Frič & Schelle) Frič ex Buining Digitorebutia haagei var. atrovirens (Backeb.) Donald Digitorebutia haagei var. digitiformis (Backeb.) Donald Digitorebutia haagei var. orurensis (Backeb.) Donald Digitorebutia haagei var. pectinata (Backeb.) Donald Digitorebutia nazarenoensis Rausch Digitorebutia orurensis (Backeb.) Buining Digitorebutia pectinata (Backeb.) Buining Echinopsis pygmaea R.Fries Lobivia atrovirens Backeb. Lobivia atrovirens var. haefneriana (Cullmann) Rausch Lobivia atrovirens var. huasiensis (Rausch) Rausch Lobivia atrovirens var. pseudoritteri Rausch Lobivia atrovirens var. raulii (Rausch) Rausch Lobivia atrovirens var. yuncharasensis Rausch Lobivia atrovirens var. yuquinensis (Rausch) Rausch Lobivia digitiformis Backeb. Lobivia haagei (Frič & Schelle) Wessner Lobivia haagei var. canacruzensis (Rausch) Rausch Lobivia haagei var. crassa Rausch Lobivia haagei var. elegantula Rausch Lobivia haagei var. eos (Rausch) Rausch Lobivia haagei var. mudanensis (Rausch) Rausch Lobivia haagei var. nazarenoensis (Rausch) Rausch Lobivia haagei var. pallida (Rausch) Rausch Lobivia haagei var. pelzliana Rausch Lobivia haagei var. violascens (Ritt.) Rausch Lobivia neohaageana Backeb. Lobivia neohaageana var. flavovirens Backeb. Lobivia orurensis Backeb. Lobivia pectinata Backeb. Lobivia pygmaea var. colorea (Ritt.) Rausch Lobivia pygmaea var. diersiana (Rausch) Rausch Lobivia pygmaea var. friedrichiana (Rausch) Rausch Lobivia pygmaea var. iscayachensis (Rausch) Rausch Lobivia pygmaea var. knizei Rausch Lobivia pygmaea var. polypetala Rausch Lobivia pygmaea var. violaceostaminata Rausch Mediolobivia atrovirens (Backeb.) Backeb. ex Krainz Mediolobivia digitiformis (Backeb.) Backeb. ex Krainz Mediolobivia fuauxiana Backeb. Mediolobivia haagei (Frič & Schelle) Backeb. ex Krainz Mediolobivia haagei var. atrovirens (Backeb.) Donald Mediolobivia haagei var. digitiformis (Backeb.) Donald Mediolobivia haagei var. flavovirens (Backeb.) Backeb. Mediolobivia haagei var. orurensis (Backeb.) Donald Mediolobivia haagei var. pectinata (Backeb.) Donald Mediolobivia haefneriana Cullmann Mediolobivia orurensis (Backeb.) Backeb. Mediolobivia pectinata (Backeb.) Backeb. ex Krainz Mediolobivia pectinata var. atrovirens (Backeb.) Backeb. Mediolobivia pectinata var. digitiformis (Backeb.) Backeb. Mediolobivia pectinata var. orurensis (Backeb.) Backeb. Mediolobivia pygmaea (R.E.Fr.) Backeb. Mediolobivia pygmaea (R.E.Fr.) Krainz Mediolobivia pygmaea var. flavovirens (Backeb.) Backeb. Rebulobivia haagei (Frič & Schelle) Frič et Schelle Rebutia atrovirens (Backeb.) J.Pilbeam Rebutia atrovirens (Backeb.) O.Šída Rebutia atrovirens var. pseudoritteri (Rausch) S.Mosti Rebutia canacruzensis Rausch Rebutia colorea F.Ritter | Rebutia crassa (Rausch) O.Šída Rebutia crassa (Rausch) S.Mosti Rebutia diersiana Rausch Rebutia diersiana subsp. atrovirens (Rausch) S.Mosti Rebutia diersiana var. atrovirens Rausch Rebutia diersiana var. minor Rausch Rebutia elegantula (Rausch) O.Šída Rebutia eos Rausch Rebutia friedrichiana Rausch Rebutia fuauxiana (Backeb.) O.Šída Rebutia haagei Frič et Schelle Rebutia haagei sec.Backeb. & F.M.Knuth Rebutia haagei f. flavovirens (Backeb.) O.Šída Rebutia haagei subsp. mudanensis (Rausch) S.Mosti Rebutia haagei var. elegantula (Rausch) S.Mosti Rebutia haagei var. orurensis (Backb.) Šída Rebutia haefneriana (Cullmann) O.Šída Rebutia haefneriana (Cullmann) S.Mosti Rebutia huasiensis Rausch Rebutia iscayachensis Rausch Rebutia knizei (Rausch) O.Šída Rebutia knizei (Rausch) S.Mosti Rebutia lanosiflora F.Ritter Rebutia mixta F.Ritter Rebutia mixticolor F.Ritter Rebutia mudanensis Rausch Rebutia nazarenoensis (Rausch) B.Fearn & L.Pearcy Rebutia nazarenoensis (Rausch) S.Mosti Rebutia odontopetala F.Ritter Rebutia orurensis (Backeb.) F.Ritter ex O.Šída Rebutia pallida Rausch Rebutia pauciareolata F.Ritter Rebutia paucicostata F.Ritter Rebutia pelzliana (Rausch) O.Šída Rebutia pelzliana (Rausch) S.Mosti Rebutia polypetala (Rausch) O.Šída Rebutia polypetala (Rausch) S.Mosti Rebutia pseudoritteri (Rausch) O.Šída Rebutia pygmaea (R.E.Fr.) Britton & Rose Rebutia pygmaea f. atrovirens (Backeb.) Buining & Donald Rebutia pygmaea f. flavovirens (Backeb.) Buining & Donald Rebutia pygmaea f. fuauxiana (Backeb.) Buining & Donald Rebutia pygmaea f. haefneriana (Cullmann) Buining & Donald Rebutia pygmaea f. neosteinmannii (Backeb.) Buining & Donald Rebutia pygmaea var. colorea (F.Ritter) J.Lodé Rebutia pygmaea var. diersiana (Rausch) J.Lodé Rebutia pygmaea var. friedrichiana (Rausch) M.Erikss. Rebutia pygmaea var. iscayachensis (Rausch) J.Lodé Rebutia pygmaea var. mudanensis (Rausch) J.Lodé Rebutia pygmaea var. nazarenoensis (Rausch) J.Lodé Rebutia pygmaea var. pectinata (Backeb.) O.Šída Rebutia raulii Rausch Rebutia rosalbiflora F.Ritter Rebutia rosalbiflora var. amblypetala F.Ritter Rebutia rutiliflora F.Ritter Rebutia salpingantha F.Ritter Rebutia torquata F.Ritter & Buining Rebutia tropaeolipicta F.Ritter Rebutia villazonensis F.H.Brandt Rebutia violaceostaminata (Rausch) O.Šída Rebutia violaceostaminata (Rausch) S.Mosti Rebutia violascens F.Ritter Rebutia yuncharasensis (Rausch) O.Šída Rebutia yuncharasensis (Rausch) S.Mosti Rebutia yuquinensis Rausch |